# Филип VII фон Боланден
Филип VII фон Боланден (на немски: Philipp VII von Bolanden; * пр. 1329; † пр. 12 март 1376) е господар на Боланден.
Той е вторият син на Ото I фон Боланден († 1327) и съпругата му рауграфиня Лорета фон Щолценберг († 1350), дъщеря на рауграф Георг I фон Щолценберг, фогт в Шпайергау († 1309), и Маргарета фон Даун († 1307), сестрата на Вирих II фон Даун († 1299). Внук е на Филип VI фон Боланден († ок. 1303). По-големият му брат Ото II фон Боланден умира млад през 1349 г.

## Фамилия
Филип VII фон Боланден се жени за Мена (Имагина) фон Лайнинген († 1408), дъщеря на граф Фридрих VI фон Лайнинген († 1342) и Юта фон Изенбург-Лимбург († 1335). Те имат една дъщеря:
- Агнес (Анна) фон Боланден (* пр. 1366; † сл. 1409), омъжена 1371 г. за рауграф Филип II фон Алт и Нойенбаумберг (* пр. 1361; † 1397)